# Phimochirus
Phimochirus is een geslacht van kreeftachtigen uit de klasse van de Malacostraca (hogere kreeftachtigen).

## Soorten
- Phimochirus californiensis (Benedict, 1892)
- Phimochirus holthuisi (Provenzano, 1961)
- Phimochirus leurocarpus McLaughlin, 1981
- Phimochirus occlusus (Henderson, 1888)
- Phimochirus operculatus (Stimpson, 1859)
- Phimochirus randalli (Provenzano, 1961)
- Phimochirus roseus (Benedict, 1892)
- Phimochirus venustus (Bouvier, 1898)